# 480X CrossFire
AMD 480X CrossFire（代号為RX480）是ATI推出的晶片組，支援AMD平台，本名為Xpress 1600，前稱Xpress 200 CrossFire。最後，在AMD收購ATI後，易名為480X CrossFire。它支援AMD Socket 754及939介面的Sempron、Athlon 64／FX處理器。當晶片組易名後，大眾會認為同廠的產品，穩定性和效能都會較高，有利於產品的銷售。
它是一款獨立型晶片組，支援兩條半速的PCI-E接口，所以此晶片組亦支援CrossFire技術。南橋方面，可以選用SB450、SB460、SB600去配合。它的姊妹產品是580X CrossFire，就支援兩條全速的PCI-E接口，能提供更好的CrossFire效能。
480X CrossFire的對手是NVIDIA的nForce 570SLI，但與nForce 550價格相近。nForce 550並不支援多顯示卡加速模式，亦即是SLI。

## AMD 480X CrossFire晶片組規格：
- 支援800MHz和1GHz的HyperTransport匯流排
- 提供20組PCI Express Lane通路，1條PCI Express X16和4條PCI Express X1
- 可將PCI Express X16分折成兩條PCI Express X8，用作支援CrossFire

## SB600規格：
- 只有一個IDE接口
- 支援SATA-2
- RAID 0，1，5，1+0
- NCQ